# Sînelnîkove
Sînelnîkove (în ucraineană Синельникове) este oraș regional în regiunea Dnipropetrovsk, Ucraina. Deși subordonat direct regiunii, orașul este și reședința raionului Sînelnîkove. 

## Demografie
Componența lingvistică a orașului Sînelnîkove
     Ucraineană (77,95%)
     Rusă (20,23%)
     Alte limbi (1,82%)
Conform recensământului din 2001, majoritatea populației orașului Sînelnîkove era vorbitoare de ucraineană (77,95%), existând în minoritate și vorbitori de rusă (20,23%).